# Peam Ro
Peam Ro es uno de los doce distritos que forman la provincia camboyana de Prey Veng, con una población estimada en marzo de 2008 de 60 791 habitantes. Está dividido en las siguientes  comunas (khum), que se muestran asimismo con población estimada de 2008:
- Ba Baong 7,469
- Banlich Prasat 5,757
- Neak Loeang 7,536
- Peam Mean Chey 5,232
- Peam Ro 6,982
- Preaek Khsay Ka 7,012
- Preaek Khsay Kha 11,519
- Prey Kandieng 9,284[1]